# Teenage Lesbian
Teenage Lesbian (дословно с англ. — «Подросток-лесбиянка») — американский художественный порнографический фильм снятый режиссёром Бри Миллс, по мотивам её автобиографии. Главную роль сыграла американская актриса Кристен Скотт. Съёмки проходили в Лос-Анджелесе и его окрестностях.
Действие фильма разворачивается в 1990-х годах и повествует о 18-летней Сэм, которая пытается примириться со своей гомосексуальностью. Фильм затрагивает тему самопринятия, прав ЛГБТ и трудностей взросления.
Премьера состоялась 18 сентября 2019 года. Фильм получил положительные отзывы от критиков, а также множество наград и номинаций.

## Сюжет
Сэм (Кристен Скотт) идёт по улице, слушая музыку, как вдруг группа хулиганов нападает на неё, ставит ей фингал под глазом и бросает её в мусорный бак.
Сентябрь. После небольшого разговора с отцом (Томми Пистол) Сэм отправляется в школу, где на уроке получает записку от своей одноклассницы Николь (Аидра Фокс), после чего девушки покидают школу и отправляются домой к Николь. Лёжа на кровати, Николь намекает Сэм на близость, на что та соглашается.
Октябрь. Сэм и Николь лежат в кровати. Николь пытается рассказать Сэм о том, как она переспала с парнем из школы, однако Сэм засыпает с расстроенным лицом. Сэм грустная возвращается домой и обедает, попутно общаясь со своей матерью (Ди Уильямс). После душа Сэм звонит подруга, которая приглашает её на вечеринку, Сэм колеблется, но всё же соглашается пойти. На вечеринке в одной из комнат она видит двух девушек (Джианна Диор и Эмили Уиллис) и парня, который предлагает им поцеловаться, однако затем девушки начинают заниматься куннилингусом, зазывая к себе Сэм, которая наблюдает за ними.
Декабрь. Николь и Сэм выпивают и разговаривают. Сэм целует Николь, однако она в ярости от того, что Сэм лесбиянка. В школе Сэм снова зовут на вечеринку. На вечеринке, во время танца, тусовщица (Алина Лопес) замечает Сэм (думая, что она парень) и начинает болтать с ней, после чего заводит её в укромное место, где они начинают целоваться, в свою очередь Сэм делает куннилингус тусовщице. Когда тусовщица пытается нащупать член, она понимает, что всё это время целовалась с девушкой, после чего убегает. В комнату заходит Мэг (Кенна Джеймс) и утешает Сэм.
Февраль. Сэм и Мэг едут на машине, Мэг предлагает заехать к ней и пообщаться, на что Сэм соглашается. Мэг интересуется её личной жизнью, после чего Мэг решает научить её целоваться, поцелуи перерастают в лесбийский секс. После окончания Мэг советует ей побрить гениталии и даёт кассету.
После возвращения домой, Сэм по совету Мэг бреет гениталии и включает кассету, во время просмотра которой начинает мастурбировать. Чуть позже, Сэм приезжает в школу, где замечает Терезу (Уитни Райт), с которой она делится сигаретой, после чего они вместе идут гулять. Сэм выражает симпатию Терезе, однако Тереза сообщает, что не является лесбиянкой, но Сэм ей нравится. Сэм возвращается домой, где у неё случается эмоциональный срыв.
Апрель. Мэг ведёт Сэм на собрание группы поддержки ЛГБТ. Сэм вдохновляется историями участников группы, после чего возвращается домой и мастурбирует, включив кассету, которую ей дала Мэг, однако видеопроигрыватель ломает кассету. Сэм возвращается в школу, после чего её вызывают в кабинет консультанта по профориентации (Брэд Армстронг), во время разговора с которым она признаётся, что является лесбиянкой. Это шокирует консультанта, но вместе с этим его охватывает интерес к её личной жизни. Сэм, лёжа в кровати начинает мастурбировать, во время процесса она фантазирует, как три девушки занимаются куннилингусом (Кендра Спейд, Кейси Калверт и Майя Кендрик).
Май. Сэм перестаёт стесняться себя, смотря в зеркало, она сдирает кусок клейкой ленты, который прикрывал её грудь. В школе она общается с Джей Си (Вульф Хадсон), во время разговора к ним присоединяется Сара (Кендра Спейд), после чего Джей Си уходит, осуждая Сэм за то, что он не понимает её. Сэм вместе с Сарой оказываются на природе. Расстелив плед, они ложатся на него, Сэм и Николь тянет друг к другу, они целуются и начинают заниматься куннилингусом.

## В ролях
- Кристен Скотт в роли Сэм
- Кендра Спейд в роли Сары
- Вульф Хадсон в роли Джей Си
- Кенна Джеймс в роли Мэг
- Аидра Фокс в роли Николь
- Уитни Райт в роли Терезы
- Алина Лопес в роли рейв герл
- Эмили Уиллис в роли тусовщицы
- Джианна Диор в роли тусовщицы

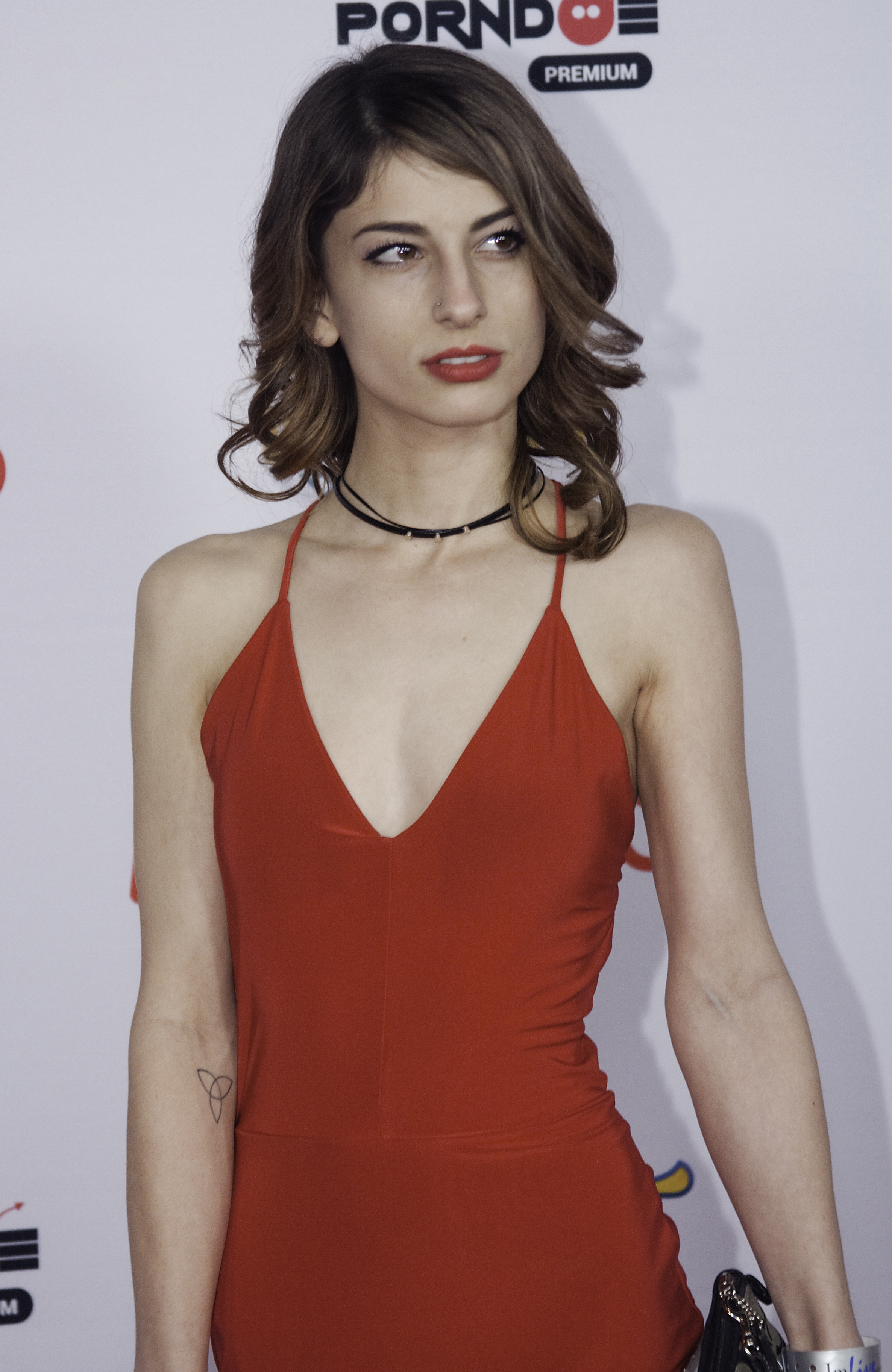
Исполнительница главной роли Кристен Скотт

- Майя Кендрик[исп.] в роли члена квир-группы
- Кейси Калверт в роли члена квир-группы
- Томми Пистол в роли Джима (Отец Сэм)
- Ди Уильямс[исп.] в роли Шэрон (приёмная мать Сэм)
- Робби Эхо в роли Мэтта
- Брэд Армстронг в роли консультанта по профориентации
- Кира Крофт в роли студентки
- Нора Нова в роли студентки/рэйвера
- Ребекка Вэнгард в роли студентки/рэйвера
- Адриа Аллюр в роли студентки/рэйвера
- Лив Ревампед в роли студентки
- Банни Колби в роли студентки
- Мэнни Бакс в роли студентки
- Джей Ти Тип в роли студента/рэйвер
- Джуниор Кромвелл в роли студентки
- Роб Бэнкс в роли студента
- Джонни Гудлак в роли рэйвера
- Эбигейл Пич в роли студентки
- Алекса Нова в роли студентки
- Бобби Дилан в роли студентки
- Эндрю Мартин в роли студента
- Тай Рекс в роли скейтбордиста/рэйвера
- Текс в роли скейтбордиста
- Брайан Золенски в роли рэйвера
- Доу Яна в роли рэйвера
- Джесси Ли в роли рэйвера
- Кро 13 в роли рэйвера/студента
- Пенни Серда в роли студента
- Роб Карпентер в роли студента
- Райли Никсон в роли студентки
- Лони Легенд в роли рэйвера/студента
- Габриэль Лопес в роли студента
- Линдси Круз в роли студента
- Бри Миллс в роли лидер квир-группы (нет в титрах)

## Список сцен
1. Аидра Фокс и Кристен Скотт
2. Эмили Уиллис и Джианна Диор
3. Алина Лопес и Кристен Скотт
4. Кенна Джеймс и Кристен Скотт
5. Кристен Скотт
6. Кейси Калверт, Кендра Спейд и Майя Кендрик
7. Кендра Спейд и Кристен Скотт

## Производство

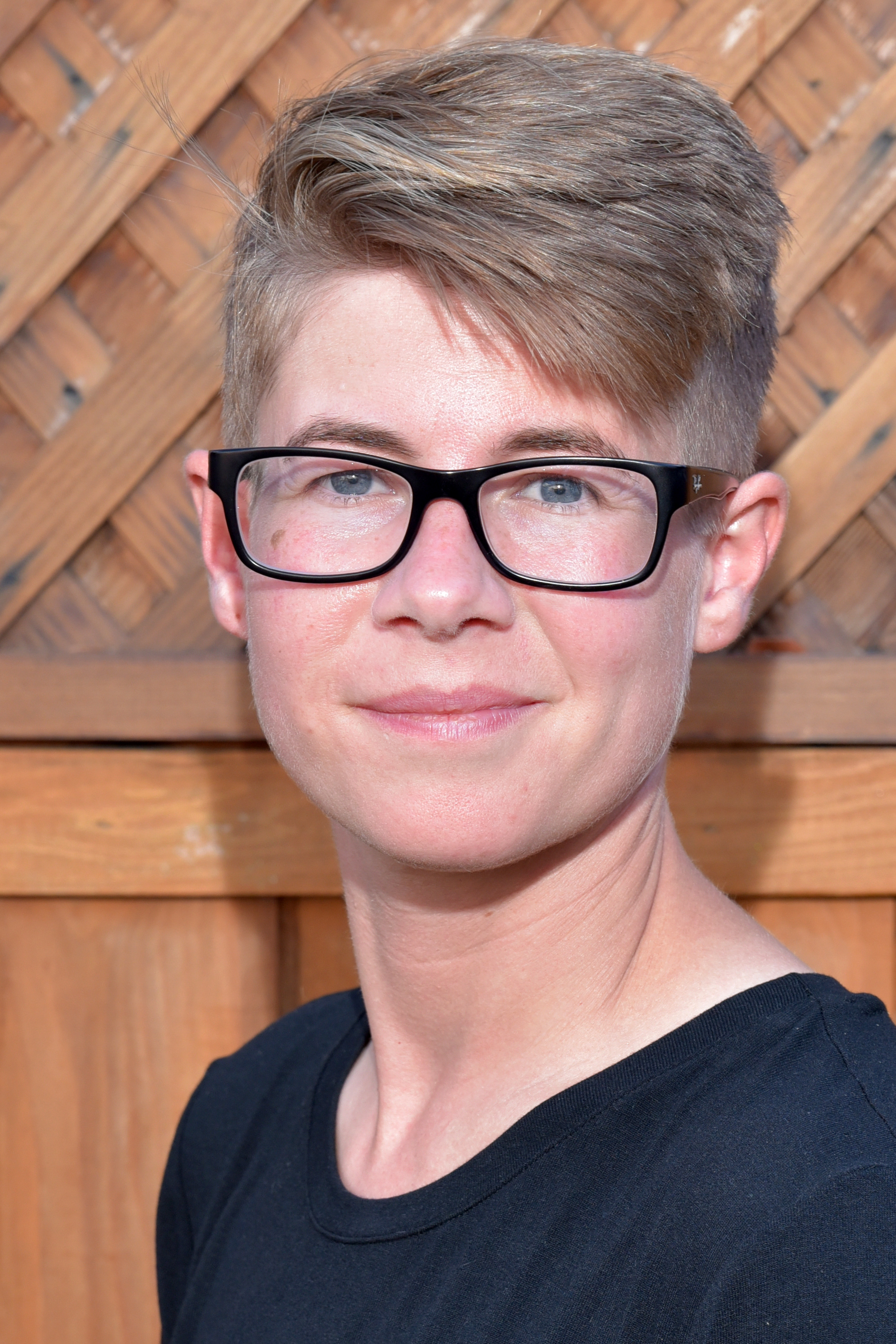
Режиссёр и продюсер фильма Бри Миллс

29 апреля 2019 года кинокомпания Adult Time объявила о начале подготовок к съёмкам автобиографической истории о взрослении, режиссёром и продюсером фильма выступила Бри Миллс, жизненный опыт которой стал основой для фильма. Она отметила, что фильм не является полным пересказом её жизни, однако пояснила, что каждая сцена в фильме имеет реальную историю, с вольностью лишь в датах происходящего, а также добавлением персонажа, являющегося не отдельной личностью, как любой персонаж фильма, а целым комплектом личностей, которые помогли персонажу Сэм принять себя такой, какая она есть. Миллс объяснила, что сюжетно фильм является историей взросления, которая по её мнению установила бы новый стандарт аутентичности в традиционном лесбийском жанре, затронув при этом проблемы ЛГБТ-сообщества в 90-е годы, до момента как права геев стали предметом общественного обсуждения. На роль Сэм (главной героини) была выбрана актриса Кристен Скотт, которая ранее сыграла роль второго плана в её же фильме «Вмешательство», рассказывающем о проблемах ЛГБТ и о непонимании их чувств со стороны общественности. Миллс была удивлена талантом и игрой девушки, поэтому решила взять её на съемки своего следующего фильма, дав ей главную роль, несмотря на негодование фанатов об их внешнем различии, Миллс объяснила, что выбирала на роль Сэм девушку в роли неуклюжего и скромного подростка, ответив фанатам, что Скотт выглядит в фильме так же, как и она в средней школе. 16 августа был выпущен дебютный трейлер предстоящего фильма.

### Выпуск
18 сентября 2019 состоялась премьера фильма на сайте Adult Time. Было выпущено 2 версии фильма, первая без цензуры, продолжительностью 186 минут, и с цензурой, продолжительность которой составляет 98 минут.
10 мая 2023 год сайт Girlsway перевыпустил урезанную версию фильма, продолжительностью 123 минуты и состоящую исключительно из постельных сцен, под названием Fingers and Saliva (с англ. Пальцы и слюна).

## Продолжение
17 мая, в день борьбы с гомофобией, было выпущено продолжение, «Подросток-лесбиянка: один год спустя» (с англ. — «Teenage Lesbian: One Year Later»), где основной актёрский состав собрался в онлайн-конференции и обсудил закадровые моменты фильма. Продолжение получило награду AVN Award в категории «Лучший секс на карантине».

## Отзывы
Дж. Шарп из Xcritic похвалил фильм, назвав его особенным, а актёрский состав невероятным. Отдельно он выделил режиссёра и продюсера Бри Миллс, которая «выходит» за рамки типичных порнофильмов и углубляется в лесбийский образ жизни, говоря об этом открыто.
Кристина из AIPDaily также выразила огромную благодарность Бри Миллс, назвав сюжет захватывающим, а секс страстным и чувственным без перебарщивания, отметив, что данной особенности не хватает во многих порнофильмах. Обозревая актёрский состав, Кристина похвалила его весь, выделив игру актрисы Кристен Скотт. Оценка фильма составила 5 баллов из 5.
Даллас из AdultPremiere оценил фильм положительно, отметив, что фильм поможет стать более чутким к ЛГБТ-сообществу. Он похвалил последнюю сцену фильма с участием Кендры Спейд и Кристен Скотт, включая сам процесс, прелюдию и фоновую музыку.
Питер Уоррен из AVN также оценил фильм положительно, назвав лучшим фильмом про лесбиянок сам фильм и переплюнувшими всё секс-сцены, которые он обозревал за целый год.
Сайт TheLordofPorn оценил фильм на 76 баллов из 100, назвал его одним из лучших порносериалов, однако оказался расстроен тем, что в фильме всего 5 эпизодов.

## Награды и номинации
| Год  | Церемония                              | Результат | Номинация                                     | Получатель(-и)               | Примечания    |
| ---- | -------------------------------------- | --------- | --------------------------------------------- | ---------------------------- | ------------- |
| 2019 | XCritic Award                          | Победа    | Best Overall G/G Action                       | н/д                          | [ 22 ]        |
| 2019 | XCritic Award                          | Номинация | Лучший полнометражный релиз                   | н/д                          | [ 23 ]        |
| 2019 | XCritic Award                          | Номинация | Лучшая актриса                                | Кристен Скотт                | [ 23 ]        |
| 2019 | Queen Palm International Film Festival | Победа    | Лучший фильм                                  | н/д                          | [ 24 ]        |
| 2020 | NightMoves Award                       | Победа    | Best All Girl Release                         | н/д                          | [ 25 ] [ 26 ] |
| 2020 | XRCO Award                             | Номинация | Лучший релиз                                  | н/д                          | [ 27 ]        |
| 2020 | XRCO Award                             | Номинация | Лучший актёр                                  | Вульф Хадсон                 | [ 27 ]        |
| 2020 | XRCO Award                             | Номинация | Лучшая актриса                                | Кристен Скотт                | [ 27 ]        |
| 2020 | AVN Award                              | Победа    | Лучшая женская повествовательная постановка   | н/д                          | [ 28 ]        |
| 2020 | AVN Award                              | Номинация | Лучший монтаж                                 | Клит Иствуд                  | [ 29 ]        |
| 2020 | AVN Award                              | Победа    | Лучшая сцена секса девушек                    | Аидра Фокс и Кристен Скотт   | [ 28 ]        |
| 2020 | AVN Award                              | Номинация | Лучшая актриса главной роли                   | Кристен Скотт                | [ 29 ]        |
| 2020 | AVN Award                              | Победа    | Лучшее несексуальное выступление              | Вульф Хадсон                 | [ 28 ]        |
| 2020 | AVN Award                              | Номинация | Лучшее несексуальное выступление              | Ди Уильямс                   | [ 29 ]        |
| 2020 | AVN Award                              | Номинация | Лучшее сольное выступление                    | Кристен Скотт                | [ 29 ]        |
| 2020 | AVN Award                              | Номинация | Лучший саундтрек                              | н/д                          | [ 29 ]        |
| 2020 | AVN Award                              | Номинация | Лучшая актриса второго плана                  | Кенна Джеймс                 | [ 29 ]        |
| 2020 | AVN Award                              | Победа    | Фильм года                                    | н/д                          | [ 28 ]        |
| 2020 | XBIZ Award                             | Победа    | Художественный фильм года                     | н/д                          | [ 30 ]        |
| 2020 | XBIZ Award                             | Победа    | Лучший полнометражный фильм года с девушками  | н/д                          | [ 30 ]        |
| 2020 | XBIZ Award                             | Победа    | Лучшая актриса — полнометражный фильм         | Кристен Скотт                | [ 30 ]        |
| 2020 | XBIZ Award                             | Номинация | Лучший актер — полнометражный фильм           | Вульф Хадсон                 | [ 31 ]        |
| 2020 | XBIZ Award                             | Номинация | Лучшая женская роль в категории «Все девушки» | Кристен Скотт                | [ 31 ]        |
| 2020 | XBIZ Award                             | Победа    | Лучшая актриса второго плана                  | Кенна Джеймс                 | [ 30 ]        |
| 2020 | XBIZ Award                             | Номинация | Лучший актер второго плана                    | Томми Пистол                 | [ 31 ]        |
| 2020 | XBIZ Award                             | Номинация | Лучшее несексуальное выступление              | Бри Миллс                    | [ 31 ]        |
| 2020 | XBIZ Award                             | Номинация | Лучшая сексуальная сцена — девушки            | Кенна Джеймс и Кристен Скотт | [ 31 ]        |
| 2020 | XBIZ Award                             | Победа    | Лучший сценарий                               | н/д                          | [ 30 ]        |
| 2020 | XBIZ Award                             | Победа    | Лучшая операторская работа                    | н/д                          | [ 30 ]        |
| 2020 | XBIZ Award                             | Победа    | Лучший монтаж                                 | н/д                          | [ 30 ]        |
| 2020 | XBIZ Award                             | Номинация | Лучшее художественное направление             | н/д                          | [ 31 ]        |
| 2020 | XBIZ Award                             | Номинация | Лучшая музыка                                 | н/д                          | [ 31 ]        |

### Комментарии
1. ↑  Также известен как Unveilled Teen Lesbians.